# Прушкув (Опольское воеводство)
Прушкув (пол. Prószków)  —  город  в Польше, входит в Опольское воеводство,  Опольский повят.  Имеет статус городско-сельской гмины. Занимает площадь 16,23 км². Население — 2660 человек (на 2004 год).